# Proceso analítico jerárquico

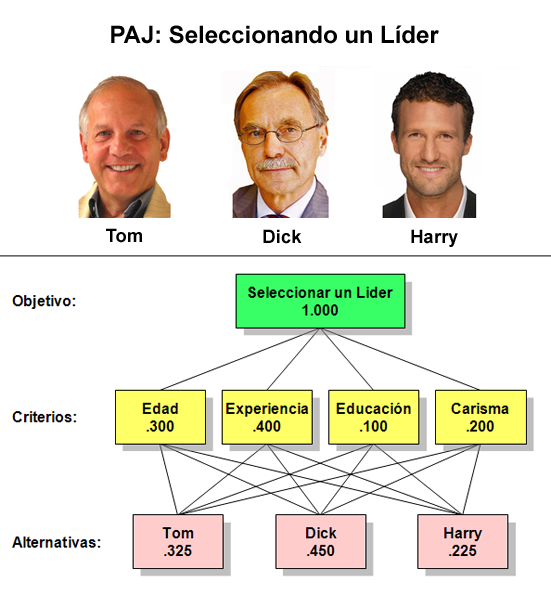
Una jerarquía AHP, con prioridades finales. El objetivo de la decisión es seleccionar el líder que mejor se ajusta de un grupo de tres candidatos. Los factores que se deben considerar son edad, experiencia, educación, y carisma. De acuerdo con los juicios de los decisores, Dick es el candidato que mejor se ajusta, seguido por Tom y Harry.

El Proceso de jerarquía Analítica (PJA) (a veces también traducido como Proceso analítico jerárquico) es una técnica estructurada para tratar con decisiones complejas. El método puede utilizarse para sopesar criterios cualitativos y cuantitativos entre sí. En vez de prescribir la decisión «correcta», el PJA ayuda a los tomadores de decisiones a encontrar la solución que mejor se ajusta a sus necesidades y a su comprensión del problema. 
Esta herramienta, basada en matemáticas y psicología, fue desarrollada por Thomas L. Saaty en los años setenta y ha sido extensivamente estudiada y refinada, desde entonces. El PJA provee un marco de referencia racional y comprensivo para estructurar un problema de decisión, para representar y cuantificar sus elementos, para relacionar esos elementos a los objetivos generales, y para evaluar alternativas de solución. El PJA es usado alrededor del mundo en una amplia variedad de situaciones de decisión, en campos tales como gobierno, negocios, industria, salud y educación. 
Muchas firmas proveen software para ayudar en la aplicación de proceso. Los usuarios del PJA primero descomponen sus problemas de decisión en una jerarquía donde los subproblemas son comprendidos más fácilmente, cada uno de los cuales puede ser analizado de forma independiente. Los elementos de la jerarquía pueden relacionarse con cualquier aspecto del problema de decisión, tangible o intangible, cuidadosamente medido o aproximadamente estimado, -bien o mal entendido- cualquier cosa que aplicable a la decisión que se esté tomando.
Cuando la jerarquía se ha construido, los decisores sistemáticamente evalúan sus elementos para compararlos unos con otros, únicamente se comparan dos elementos a la vez. Cuando se hacen las comparaciones, los decisores pueden usar datos concretos sobre los elementos, o pueden usar sus juicios sobre la importancia y el significado relativo de los elementos. Es esencial para el PJA que los juicios humanos, y no solo la información subyacente, puedan ser usados para realizar las evaluaciones.
El PJA convierte estas evaluaciones a valores numéricos o prioridades. Un peso numérico o una prioridad es derivada de cada elemento de una jerarquía, permitiendo que elementos diversos y frecuentemente inconmensurables sean comparados unos con otro de forma racional y consistente. Esta capacidad distingue el PJA de otras técnicas para tomar una decisión. 
En el paso final del proceso, las prioridades numéricas son calculadas para cada una de las alternativas de decisión. Estos números representan la capacidad relativa de las alternativas para lograr el objetivo de la decisión, de modo que permita una consideración directa de los diferentes cursos de acción.
El diagrama superior muestra una jerarquía simple, al final del proceso de toma de decisión. Las prioridades numéricas, derivadas de la información que ingresan los decisores, son mostradas para cada elemento de la jerarquía. En esta decisión, el objetivo era escoger un líder basado en cuatro criterios específicos. Dick era la alternativa preferida, con una prioridad de 0.450. Él era preferido respecto a Harry con el doble de fuerza, cuya prioridad era 0.225. Tom se encontraba en un punto intermedio. La Experiencia fue el criterio más importante para tomar la decisión, seguido por la Edad, el Carisma y la Educación. Esos factores fueron ponderados .400, .300, .200 y .100, respectivamente.

## Usos y aplicaciones
Aun cuando puede ser usado por individuos trabajando en decisiones simples, el Proceso Analítico Jerárquico es más útil cuando las personas trabajan con equipos en problemas complejos, especialmente aquellos con asuntos o inversiones de altos intereses, que involucran percepciones y juicios humanos, cuyas resoluciones tienen repercusiones a largo plazo.
Tiene ventajas únicas, cuando los elementos importantes de la decisión son difíciles de cuantificar o comparar, o cuando la comunicación entre los miembros del equipo es impedida por sus diferentes especializaciones, terminologías, o perspectivas. 
Las situaciones donde el PJA puede ser aplicado incluyen:
- Selección – Para escoger una alternativa entre un conjunto de alternativas dadas, usualmente donde existen múltiples criterios de decisión involucrados
- Clasificación – Para poner un conjunto de alternativas en orden desde la más a la menos deseable
- Priorización – Para determinar las prioridades de un conjunto de alternativas, en lugar de seleccionar una solo o simplemente clasificarlas
- Asignación de recursos – Para repartir recursos entre un conjuntos de alternativas
- Benchmarking – Para comparar los procesos en la organización propia con las de otra que es la mejor de las organizaciones del sector
- Gestión de la calidad – Para manejar los aspectos multidimensionales de la calidad y la mejora de la calidad

La aplicación del PJA a situaciones que requieren tomar decisiones complejas están alrededor de miles, y han producido resultados amplios en problemas que involucran planificación, asignación de recursos, establecimiento de prioridades, y selección de alternativas. Otras áreas han incluido proyecciones, gestión de la calidad total, re-ingeniería, realización de manual de funciones, y el Balanced Scorecard. Muchas de las aplicaciones del PJA nunca se reportan al público en general, porque tienen lugar en las altas esferas de las organizaciones donde la seguridad y las consideraciones de privacidad prohíben su divulgación. Sin embargo, algunos usos del PJA se discuten en la literatura. Recientemente, estos han incluido:
- Decidir la mejor forma para reducir el impacto en el cambio del clima global (Fondazione Eni Enrico Mattei)[6]
- Cuantificar la calidad general de sistemas de información (Microsoft Corporation)[7]
- Seleccionar profesores universitarios (Bloomsburg University of Pennsylvania)[8]
- Decidir la ubicar de plantas de fabricación en el exterior (Universidad de Cambridge)[9]
- Evaluar el riesgo de las operaciones de los gasoductos de petróleo del país (American Society of Civil Engineers)[10]
- Decidir la mejor manera de manejar las cuencas hidrográficas de USA (U.S. Department of Agriculture)[5]

El PJA es usado algunas veces para procedimientos muy específicos en situaciones particulares, tales como la clasificación de edificios por importancia histórica. Recientemente se ha aplicado a un proyecto que usa cámaras de vídeo para evaluar el estado de las carreteras en Virginia. Los ingenieros de carretas primero lo usaron para determinar el alcance óptimo del proyecto, luego para justificar su presupuesto a los legisladores.

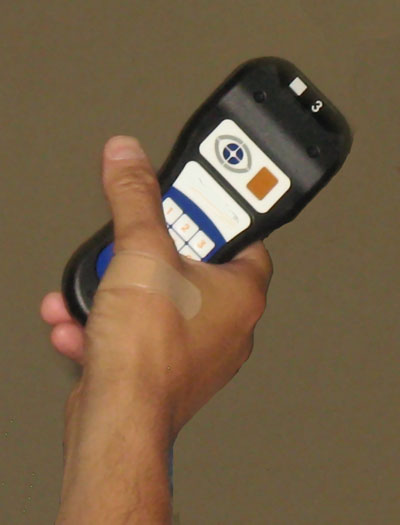
Un dispositivo típico para entrar los juicios en una sesión de toma de decisiones en grupo.

Usar el proceso analítico jerárquico involucra la síntesis matemática de numerosos juicios sobre el problema de decisión que se esté tratando. No es raro que en un modelo se realicen docenas o incluso cientos de juicios. Mientras la matemática se puede hacer a mano usando calculadora, es común encontrar muchos métodos computarizados que permiten ingresar y sintetizar los juicios. El más simple de estos involucra usar software con hojas de cálculo estándar, mientras el más complejo usa software a la medida, que con frecuencia proveen aditamentos adicionales especializados para registrar los juicios de decisores congregados en una sala de reunión.
Los procedimientos para usar el PJA pueden ser resumidos en:
1. Modelar el problema como una jerarquía que contenga el objetivo de la decisión, las alternativas para alcanzarlo, y los criterios para evaluar las alternativas.
2. Establecer prioridades de los elementos de la jerarquía haciendo una serie de juicios basados en comparaciones por pares de elementos. Por ejemplo, cuando se comparan posibles compras de bienes raíces, los inversionistas pueden decir si ellos prefieren la ubicación sobre el precio y el precio más que el estilo.
3. Sintetizar los juicios para producir un conjunto de prioridades globales de la jerarquía. Así se compararan los juicios de los inversionistas sobre la ubicación, el precio y el estilo de las propiedades A, B, C, y D en las prioridades generales de cada propiedad.
4. Revisar la consistencia de los juicios.
5. Llegar a una decisión final basada en los resultados de este proceso.[13]

### Modelar el Problema como una Jerarquía
El primer paso en el Proceso Analítico Jerárquico es modelar el problema como una jerarquía. De este modo, los participantes pueden explorar los aspectos del problema en niveles que pueden ir desde el general hasta el detallado, luego expresarlos en la forma multinivel que el PJA requiere. A medida que trabajan para construir una jerarquía, los participantes aumentan su entendimiento del problema, su contexto, y los pensamientos y sentimientos que el uno tiene del otro sobre el problema.

### Definición de Jerarquías
Una jerarquía es un sistema de clasificación y organización de personas, cosas, ideas, etc., donde cada elemento del sistema, excepto por el de la parte superior, es subordinado por uno o más de los otros elementos. Diagramas de jerarquías son a menudo presentados, más o menos, en forma de pirámide, pero aparte de tener un solo elemento en la parte superior, no hay nada necesariamente en forma de pirámide relacionado con una jerarquía. 
Las organizaciones humanas a menudo son estructuradas como jerarquías, donde el sistema jerárquico es usado para asignar responsabilidades, ejercer liderazgo, y facilitar la comunicación. Las jerarquías familiares de “cosas”, por ejemplo, incluyen en la “parte superior” la unidad de procesamiento de un computador, con sus subordinados monitor, teclado y mouse “en la parte de abajo”. 
En el mundo de las ideas, usamos jerarquías para ayudarnos a adquirir conocimiento detallado de la complejidad de la realidad: estructuramos la realidad en las partes que la constituyen, y esas a su vez en las partes que la constituyen, profundizando en la jerarquía tantos niveles como queramos. En cada paso, nos enfocamos en entender un solo componente de la totalidad, temporalmente sin tener en cuenta los demás componentes de este y todos los demás niveles. A medida que avanzamos en este proceso, aumenta nuestro entendimiento de cualquier realidad compleja que estemos estudiando. 
Pensando en la jerarquía que los estudiantes de medicina usan cuando aprenden anatomía – ellos consideran separadamente el sistema músculo esquelético (incluyendo partes y subpartes como la mano y los músculos y huesos que la componen), el sistema circulatorio (y sus numerosos componentes y subsistemas), etc., hasta que cubren todos los sistemas y las subdivisiones importantes de cada uno. Estudiantes avanzados continúan la subdivisión hasta llegar a nivel como el de las células y las moléculas. Al final, los estudiantes entienden el “panorama general” y un número considerable de sus detalles. No solo eso, sino que también entienden la relación de las partes individuales con el todo. Al trabajar de forma jerárquica, ellos obtienen una amplia compresión de la anatomía. 
De la misma manera, cuando nos enfrentamos con un problema de decisión complejo, podemos usar una jerarquía para integrar grandes cantidades de información en nuestra compresión de la situación. A medida que construimos esta estructura de información, formamos una imagen del problema, cada vez mejor, en su conjunto.

### Explicación de las jerarquías del PJA
Una jerarquía del PJA es una forma estructurada de modelar el problema en cuestión. Está conformada por un objetivo general, un grupo de opciones o alternativas para alcanzar el objetivo, y un grupo de factores o criterios que relacionan las alternativas al objetivo. Los subcriterios pueden ser subdivididos en sub-subcriterios, así sucesivamente, en tantos niveles como el problema requiera.
Las jerarquías pueden ser visualizadas en un diagrama como el que se muestra abajo, con el objetivo en el nivel superior, las alternativas en el nivel inferior, y los criterios en la mitad. Existen términos útiles para describir las partes de tales diagramas: cada caja es llamada nodo. Las cajas que descienden de cada nodo son llamas sus hijos. El nodo del cual un nodo hijo desciende es llamado su padre. Grupos de hijos relacionados son llamados grupos de comparación. Los padres de una Alternativa, las cuales son frecuentemente de diferentes grupos de comparación, son llamados los criterios que lo cubren.
Aplicando estas definiciones al diagrama, los cuatro Criterios son hijos del Objetivo, y el Objetivo es el padre de cada uno de los cuatro Criterios. Cada alternativa es un hijo de los cuatro criterios que las cubren. Hay dos grupos de comparación: un grupo de cuatro Criterios y un grupo de tres Alternativas.

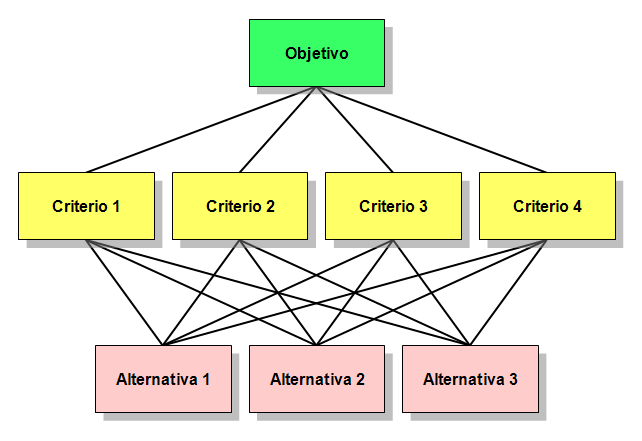
Una Jerarquía de un PJA.

El diseño de cualquier jerarquía PJA depende no solo de la naturaleza del problema en cuestión, sino también del conocimiento, juicios, valores, opiniones, necesidades, deseos, etc., de los participantes en el proceso. Descripciones publicadas de aplicaciones del PJA frecuentemente incluyen diagramas y descripciones de sus jerarquías. Estas han sido recolectas e reimpresas en al menos un libro.. Usted puede ver algunas Jerarquías PJA más complejas aquí. (Hipervínculo)
A medida que el PJA avanza a través de sus otros pasos, las jerarquías pueden ser cambiadas para incluir pensamientos recientes de criterios o criterios que no fueron considerados originalmente como importantes; las alternativas también se pueden agregar, eliminar o cambiar.

## Educación e investigación académica
Aunque el uso del Proceso analítico jerárquico no requiere un entrenamiento académico especializado, es considerado un tema de importancia en muchas instituciones de educación superior, incluyendo escuelas de ingeniería  y escuelas de postgrado en negocios. Es un tema particularmente importante en el campo de la calidad, y es enseñado en muchos cursos de especialización incluyendo Six Sigma, Lean Six Sigma, y QFD.
Cerca de cien universidades chinas ofrecen cursos sobre PJA, y muchos estudiantes doctoras escogen PJA como tema para sus investigaciones y tesis doctorales. Cerca de 900 artículos de investigación han sido publicados sobre el tema en China, y al menos existe una revista científica China dedicada exclusivamente al PJA.
The International Symposium on the Analytic Hierarchy Process (ISAHP) celebra reuniones bianuales de académicos y profesionales interesados en el área. En su reunión de 2007 en Valparaíso, Chile, cerca de 90 artículos de investigación fueron presentados, procedentes de 19 países, incluyendo USA, Alemania, Japón, Chile, Malasia, y Nepal. Los temas tratados abarcan desde el Establecimiento de Estándares de Pago para Especialistas en Cirugía, Mapeo Tecnológico de Rutas Estratégicas, a Reconstrucción de Infraestructura en Países Devastados.
Copias completas de todos los artículos de investigación de ISAHP desde el 2001 hasta el 2007 se pueden encontrar aquí (hipervínculo).

## Establecer prioridades
Una vez la jerarquía se ha construido, los participantes usan PJA para establecer las prioridades de todos sus nodos. Al hacerlo, la información se puede obtener de los participantes y es procesada matemáticamente. Esta sección explica las prioridades, muestra cómo se establecen, y provee un ejemplo simple.

### Definición y explicación de las prioridades
Las prioridades son números asignados a los nodos de una jerarquía PJA. Representan los pesos relativos de los nodos en cualquier grupo. Por definición, la prioridad del objetivo es 1.000. Las prioridades de los Criterios siempre sumaran en total 1.000. Lo mismo es verdad para las Alternativas.
Al igual que las probabilidades, las prioridades son cifras absolutas entre cero y uno, sin unidades o dimensiones. Un nodo con una prioridad de .200 tiene el doble del peso en la consecución del objetivo que una prioridad de .100, diez veces más peso que uno con prioridad .020, y así sucesivamente. Dependiendo del problema en cuestión, “peso” puede referirse a importancia, o preferencia, o verosimilitud, o cualquier factor que este siendo considerado por los decisores.
Las prioridades están distribuidas sobre la jerarquía de acuerdo su estructuración, y sus valores dependen de la información introducida por los usuarios del proceso. Las prioridades del Objetivo, los Criterios, y las Alternativas están estrechamente relacionadas, pero necesitan ser consideradas por separado. Las prioridades de las Alternativas siempre suman en total 1.000. Las cosas se pueden complicar con múltiples niveles de Criterios, pero sus prioridades también suman 1.000. Todo esto es ilustrado con las prioridades del siguiente ejemplo.

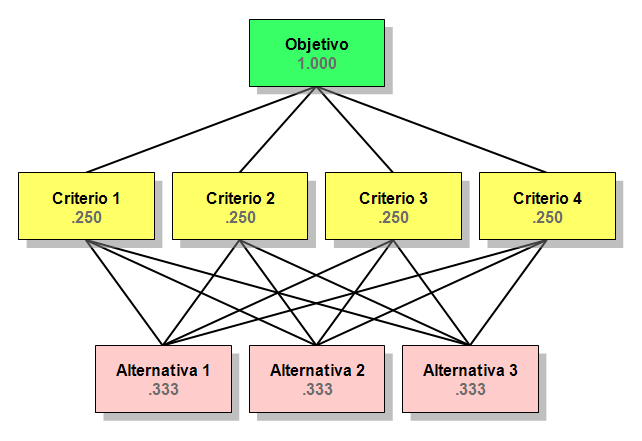
XXX.

Observe que las prioridades de cada nivel del ejemplo – el Objetivo, el Criterio, y las Alternativas – suman 1.000 en total.
Las prioridades que se muestran son aquellas que existen antes de que cualquier información sea ingresada sobre los pesos de los criterios o las alternativas, de modo que las prioridades dentro de cada nivel son todas iguales. Estas son llamadas las prioridades por default de la jerarquía. Si usted entiende lo que se ha dicho hasta el momento, podrá ver que si se adiciona un quinto Criterio a la jerarquía., la prioridad por default de cada Criterio sería menos de .200. Si hay solo dos alternativas, cada una tendía una prioridad por default de .500.
Dos conceptos adicionales aplican cuando una jerarquía tiene más de un nivel de criterios: prioridades locales y globales. Considere la jerarquía que se muestra abajo, la cual tiene muchos Subcriterios bajo cada Criterio.

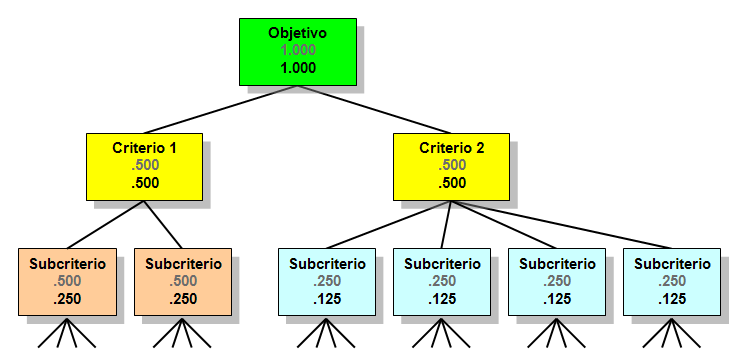
XXX.

Las prioridades locales, mostradas en gris, representan el peso relativo de los nodos dentro de cada grupo de hermanos con respecto a sus padres. Usted puede fácilmente ver que las prioridades locales de cada grupo de Criterios y sus hermanos Subcriterios suman en total 1.000. Las prioridades globales, mostradas en negro, son obtenidas multiplicando las prioridades locales de los hermanos por la prioridad global de sus padres. La prioridad global de todos los subcriterios en el nivel suma en total 1.000.
La regla es la siguiente: Dentro de una jerarquía, la suma de las prioridades globales de los nodos hijos siempre igualan la prioridad global de su padre. Dentro del grupo de hijos, las prioridades locales suman en total 1.000.
Hasta ahora, hemos mirado únicamente a las prioridades por default. A medida que el Proceso Analítico Jerárquico continua, las prioridades cambiaran sus valores por defecto a medida que los decisores ingresan información sobre la importancia de los diferentes nodos. Ellos hacen esto haciendo una serie de comparaciones por pares.